# Ōmoto
Ōmoto (大本?) es una religión japonesa, que suele incluirse dentro de los nuevos movimientos religiosos japoneses, organizados al margen del sintoísmo.

## Historia
Las llamadas "nuevas religiones" son más de 400 cultos que nacieron en Japón después del 1800, y que normalmente incorporaban elementos sincréticos del sintoísmo, budismo, confucianismo, taoísmo, bahaísmo y cristianismo. Muchas de ellas fueron fundadas por mujeres, que tienen gran influencia en su desarrollo, y tienen su centro espiritual en una ciudad o un santuario particular.
La religión Oomoto fue fundada en 1892 por Nao Deguchi. Las "guías espirituales" son mujeres de la familia Deguchi, y desde 2001 esta posición la ocupa Kurenai Deguchi.

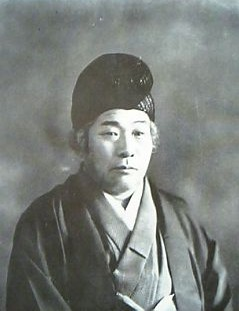
Onisaburo Deguchi.

El movimiento progresó entre 1900 y 1948, gracias entre otras a la actividad del marido de la segunda guía, Onisaburo Deguchi, que expandió la religión por otros países, incluidos algunos europeos. Un papel destacado tuvo en su estrategia el uso de la lengua internacional esperanto, que aún hoy es fuertemente apoyado por los seguidores de este grupo.
En un comienzo el movimiento fue perseguido por el gobierno japonés. En el período 1935-1942 el culto Oomoto tuvo prohibidas sus actividades. Actualmente tiene alrededor de 180.000 miembros, de los cuales unos 45.000 activos. La mayoría se concentran en las cercanías de Kioto. En Ayabe hay un centro religioso, con el santuario de Chosey-den, construido completamente de madera. En Kameoka hay un centro misionero.
Oomoto tuvo una gran influencia en Morihei Ueshiba, fundador del Aikidō.

## Conceptos
Los fieles de Oomoto tienden a reconocer figuras religiosas notables de otras creencias como kami, un concepto más amplio que el de Dios. Se trata en parte de un deseo universalista, con tendencia a la unificación de religiones.